# Here today, tomorrow, next week!
Here Today, Tomorrow, Next Week! is het tweede album van de IJslandse band Sugarcubes, uitgebracht in oktober 1989. De naam van het album is geïnspireerd op meneer Pad uit het boek De wind in de wilgen van Kenneth Grahame.
Het album kreeg minder goede reacties dan het debuutalbum Life's Too Good, met name vanwege het gekreun en gekrijs van zanger Einar Örn.

## Tracklist
1. Tidal wave
2. Regina
3. Speed is the key
4. Dream t.v.
5. Nail
6. Pump
7. Eat the menu
8. Bee
9. Dear plastic
10. Shoot him
11. Water
12. A day called zero
13. Planet
14. Hey
15. Dark disco
16. Hot Meat